# Medal Murchisona
Medal Murchisona – nagroda przyznawana przez Londyńskie Towarzystwo Geologiczne od 1873 za osiągnięcia w naukach geologicznych i pokrewnych. Nazwany na cześć wybitnego brytyjskiego geologa Rodericka Murchisona.

## Laureaci[1]
- 1873 William Davies
- 1874 John Jeremiah Bigsby
- 1875 William Jory Henwood
- 1876 Alfred Richard Cecil Selwyn
- 1877 William Branwhite Clarke
- 1878 Hans Bruno Geinitz
- 1879 Frederick McCoy
- 1880 Robert Etheridge
- 1881 Archibald Geikie
- 1882 Jules Gosselet
- 1883 Heinrich Göppert
- 1884 Henry Woodward
- 1885 Ferdinand Roemer
- 1886 William Whitaker
- 1887 Peter Bellinger Brodie
- 1888 John Strong Newberry
- 1889 James Geikie
- 1890 Edward Hull
- 1891 Waldemar Christopher Brogger
- 1892 Alexander Henry Green
- 1893 Osmond Fisher
- 1894 William Talbot Aveline
- 1895 Gustaf Lindstrom
- 1896 Thomas Mellard Reade
- 1897 Horace Bolingbroke Woodward
- 1898 Thomas Francis Jamieson
- 1899 Benjamin Neeve Peach
- 1899 John Horne
- 1900 (Nils) Adolf Erik Nordenskiold
- 1901 Alfred John Jukes-Browne
- 1902 Frederic William Harmer
- 1903 Charles Callaway
- 1904 George Alexander Louis Lebour
- 1905 Edward John Dunn
- 1906 Charles Thomas Clough
- 1907 Alfred Harker
- 1908 Albert Charles Seward
- 1909 Grenville Arthur James Cole
- 1910 Arthur Philemon Coleman
- 1911 Richard Hill
- 1912 Louis Dollo
- 1913 George Barrow
- 1914 William Augustus Edmond Ussher
- 1915 William Whitehead Watts
- 1916 Robert Kidston
- 1917 George Frederic Matthew
- 1918 Joseph Burr Tyrrell
- 1919 Gertrude Lilian Elles
- 1920 Ethel Mary Reader Shakespear
- 1921 Edgar Sterling Cobbold
- 1922 John William Evans
- 1923 John Joly
- 1924 Walcot Gibson
- 1925 Herbert Henry Thomas
- 1926 William Savage Boulton
- 1927 George Thurland Prior
- 1928 Jakob Johannes Sederholm
- 1929 Charles Alfred Matley
- 1930 Arthur Lewis Hallam
- 1931 George Walter Tyrrell
- 1932 William George Fearnsides
- 1933 Alexander Du Toit
- 1934 George Hickling
- 1935 Edward Battersby Bailey
- 1936 Ernest Edward Leslie Dixon
- 1937 Leonard James Spencer
- 1938 Henry Howe Bemrose
- 1939 Harold Jeffreys
- 1940 Arthur Holmes
- 1941 Murray MacGregor
- 1942 Henry Hurd Swinnerton
- 1943 Alfred Brammall
- 1944 Vincent Charles Illing
- 1945 Walter Campbell Smith
- 1946 Leonard Hawkes
- 1947 Percy Evans
- 1948 James Phemister
- 1949 Ernest Masson Anderson
- 1950 Tom Eastwood
- 1951 William Bernard Robinson King
- 1952 William James Pugh
- 1953 Frank Dixey
- 1954 Kenneth Arthur Davies
- 1955 Cyril James Stubblefield
- 1956 Frederick Murray Trotter
- 1957 Henry George Dines
- 1958 Robert George Spencer Hudson
- 1959 Sydney Ewart Hollingworth
- 1960 Archibald Gordon MacGregor
- 1961 Wilfrid Edwards
- 1962 Errol Ivor White
- 1963 Norman Leslie Falcon
- 1964 George Hoole Mitchell
- 1965 Walter Frederick Whittard
- 1966 Kingsley Charles Dunham
- 1967 Thomas Stanley Westoll
- 1968 Gilbert Wilson
- 1969 Percy Edward Kent
- 1970 Robert Milner Shackleton
- 1971 Basil Charles King
- 1972 Stephen Robert Nockolds
- 1973 Alwyn Williams
- 1974 William Alexander Deer
- 1975 John Sutton
- 1976 Robert Andrew Howie
- 1977 Martin Harold Phillips Bott
- 1978 Stephen Moorbath
- 1979 Wallace Spencer Pitcher
- 1980 Joseph Victor Smith
- 1981 George Malcolm Brown
- 1982 Derek Flinn
- 1983 Michael John O’Hara
- 1984 James Christopher Briden
- 1985 Brian Frederick Windley
- 1986 Keith Gordon Cox
- 1987 Charles David Curtis
- 1988 Ian Gass
- 1989 Anthony Seymour Laughton
- 1990 Johnson Robin Cann
- 1991 Michael Robert House
- 1992 Ian William Drummond Dalziel
- 1993 Anthony Brian Watts
- 1994 Jorn Thiede
- 1995 Ian Stuart Edward Carmichael
- 1996 Robert Arbuckle Berner
- 1997 Bernard John Wood
- 1998 (Robert) Stephen (John) Sparks
- 1999 David Gubbins
- 2000 David Headley Green
- 2001 Juan Watterson
- 2002 David Price
- 2003 Alexander Norman Halliday
- 2004 Philip England
- 2005 Christopher Scholz
- 2006 Brian Kennett
- 2007 Herbert Huppert